# Hệ thực vật quần đảo Cocos (Keeling)

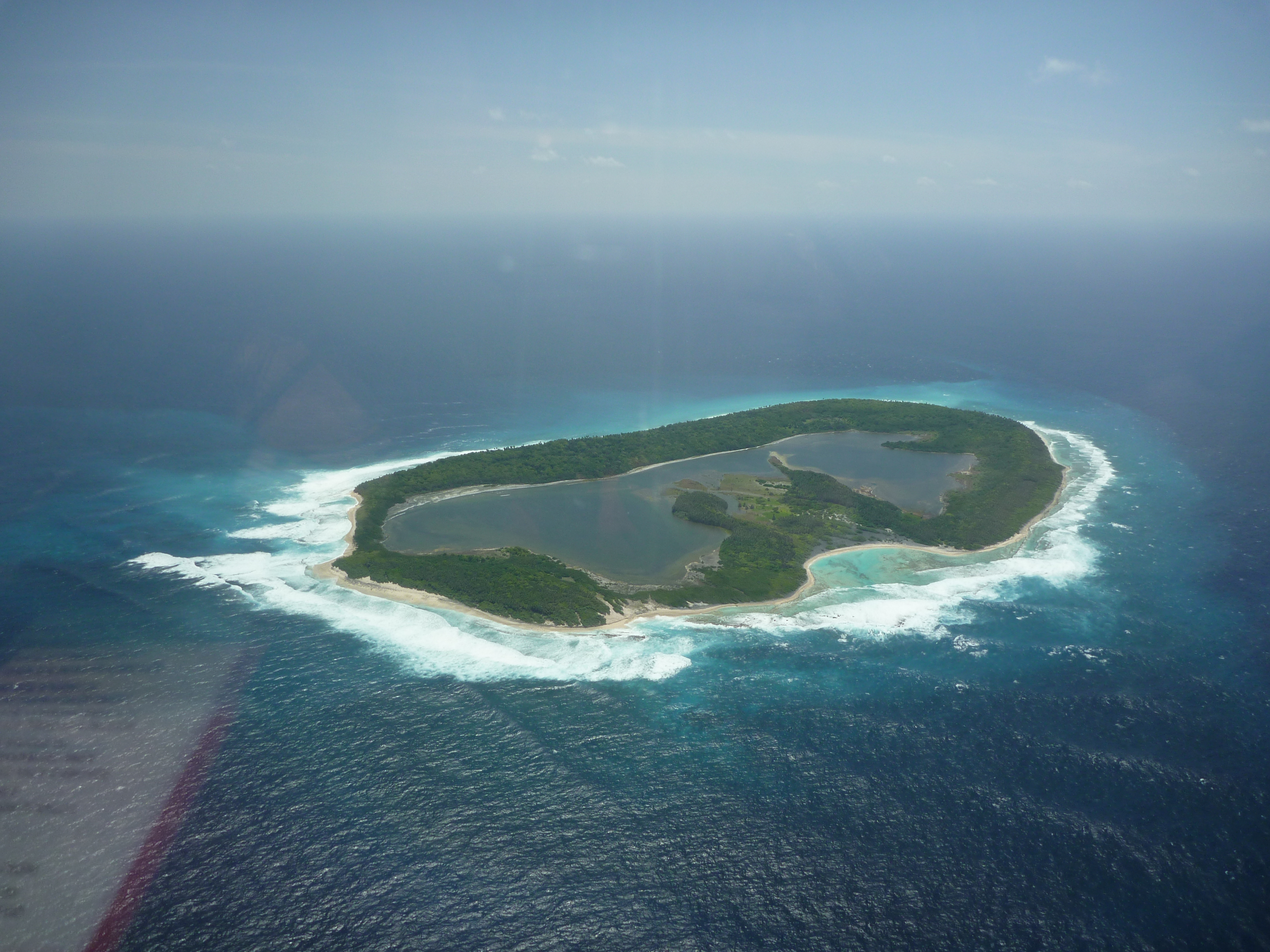
Đảo Bắc Keeling.

Hệ thực vật của Quần đảo Cocos (Keeling) gồm khoảng 61 loài thực vật có mạch bản địa ở 22 đảo có cây và chừng 69 loài du nhập, đa số hiện diện tại hai đảo lớn hơn, đảo Home và đảo Tây. Không có loài thực vật nào đặc hữu, tuy nhiên có một thứ của Pandanus tectorius chỉ được tìm thấy tại đây. Hệ thực vật bản địa chủ yếu gồm những loài cây bờ biển phát tán nhờ biển từ vùng Ấn Độ-Thái Bình Dương. Trên những bờ phá, đất bụi rậm phổ biến Pemphis acidula và Cordia subcordata. Rừng đóng có Cocos nucifera hay Pisonia grandis chiếm ưu thế.
Đa phần diện tích đất phía nam quần đảo đã được dùng để trồng dừa, thay thế cho hệ thực vật thời kỳ tiền khai phá. Bắc Keeling, khoảng 25 kilômét (16 mi) về phía bắc, được bảo vệ nhờ là một phần của Vườn quốc gia Pulu Keeling, nơi 31 loài cây được tìm thấy, sáu trong số đó được du nhập hay tự nhiên hóa. Phân nửa các loài ở các đảo san hô phía nam là loài du nhập.
Theo báo cáo của Parks Australia năm 2002, trong nhiều loài du nhập tại các đảo phía nam, Chromolaena odorata là loài đe dọa môi trường nhiều nhất. Đa số các loài du nhập là cây thân thảo nhiệt đới xuất hiện sau khi một sân bay được xây dựng tại đây năm 1944.

## Lịch sử
Quần đảo Cocos (Keeling) biệt lập, là nhóm đảo san hô duy nhất ở phía đông Ấn Độ Dương, và không có người sống cho tới tận đầu thế kỷ 19. Nghiên cứu thực vật học đầu tiên được thực hiện bởi nhà tự nhiên học Charles Darwin khi ông đến thăm các đảo phía nam trong vòng mười ngày, bắt đầu từ 1 tháng 4 năm 1836. Darwin đã thu thập 21 loài trong thời gian ở đây.
Sau đó, nhà thực vật Scotland Henry Ogg Forbes đến các đảo nam năm 1879, thu thập 38 loài trong 22 ngày, theo sau đó là W. E. Birch năm 1885 và nhà thực vật học Pháp Henry B. Guppy năm 1888. Nhà tự nhiên học đã dành chuyến thăm lâu nhất là Frederic Wood Jones, người đã dành 15 tháng để sống ở nơi này từ năm 1909 và công bố nghiên cứu của ông trong quyển Coral and Atolls. A History and Description of the Keeling-Cocos Islands, with an account of their Fauna and Flora, and a Discussion of the Method of Development and Transformation of Coral Structures in General, phát hành 1912. Đảo phía bắc được nhà tự nhiên học Anh Carl Alexander Gibson-Hill đến năm 1911. Hai cuộc nghiên cứu lớn nhất đều diễn ra vào thập niên 1980, đầu tiên là I. R. Telford vào năm 1985, thu thập được 93 loài, và D. G. Williams năm 1986-1987, thu thập 130 loài từ khắp mọi đảo.

## Các loài
| Loài                                         | Họ               | Tên thông thường (tiếng Anh) | Tên bản địa          | Tính chất | Hình ảnh |
| -------------------------------------------- | ---------------- | ---------------------------- | -------------------- | --------- | -------- |
| Dicliptera ciliata                           | Acanthaceae      |                              |                      | bản địa   |          |
| Sesuvium portulacastrum                      | Aizoaceae        | sea purslane                 |                      | bản địa   |          |
| Achyranthes aspera var. villosior            | Amaranthaceae    | chaff flower                 |                      | bản địa   |          |
| Aerva lanata                                 | Amaranthaceae    |                              |                      | du nhập   |          |
| Crinum asiaticum                             | Amaryllidaceae   | crinum lily                  |                      | bản địa   |          |
| Zephyranthes rosea                           | Amaryllidaceae   |                              |                      | du nhập   |          |
| Ochrosia oppositifolia                       | Apocynaceae      |                              | Kayu Laki            | bản địa   |          |
| Cocos nucifera                               | Arecaceae        | coconut                      | Kelapa               | bản địa   |          |
| Austroeupatorium inulaefolium                | Asteraceae       | stinkweed                    |                      | du nhập   |          |
| Chromolaena odorata                          | Asteraceae       | Siam weed                    |                      | du nhập   |          |
| Cyanthillium cinereum                        | Asteraceae       |                              |                      | du nhập   |          |
| Eleutheranthera ruderalis                    | Asteraceae       |                              |                      | du nhập   |          |
| Emilia sonchifolia                           | Asteraceae       |                              |                      | du nhập   |          |
| Erigeron bonariensis                         | Asteraceae       | fleabane                     |                      | du nhập   |          |
| Melanthera biflora                           | Asteraceae       | beach sunflower              |                      | bản địa   |          |
| Sonchus oleraceus                            | Asteraceae       | milk thistle                 |                      | du nhập   |          |
| Synedrella nodiflora                         | Asteraceae       |                              |                      | du nhập   |          |
| Tridax procumbens                            | Asteraceae       |                              |                      | du nhập   |          |
| Argusia argentea                             | Boraginaceae     | octopus bush                 | Kayu Sireh           | bản địa   |          |
| Cordia subcordata                            | Boraginaceae     | sea trumpet                  | Geronggang           | bản địa   |          |
| Lepidium virginicum                          | Brassicaceae     |                              |                      | du nhập   |          |
| Caesalpinia bonduc                           | Caesalpiniaceae  | nickernut                    | Kelenchi             | bản địa   |          |
| Senna occidentalis                           | Caesalpiniaceae  |                              |                      | du nhập   |          |
| Calophyllum inophyllum                       | Calophyllaceae   | Alexandrian laurel           | Nyamplong            | bản địa   |          |
| Hippobroma longiflora                        | Campanulaceae    |                              |                      | du nhập   |          |
| Carica papaya                                | Caricaceae       | pawpaw                       | Katis                | du nhập   |          |
| Casuarina equisetifolia subsp. equisetifolia | Casuarinaceae    | coastal sheoak               | Cemara               | bản địa   |          |
| Cleome gynandra                              | Cleomaceae       |                              |                      | bản địa   |          |
| Terminalia catappa                           | Combretaceae     | sea almond                   | Ketapang             | bản địa   |          |
| Tradescantia spathacea                       | Commelinaceae    |                              |                      | du nhập   |          |
| Ipomoea violacea                             | Convolvulaceae   | moon flower                  |                      | bản địa   |          |
| Ipomoea pes-caprae                           | Convolvulaceae   | goat's-foot                  | Kangkong Meryap      | bản địa   |          |
| Bryophyllum pinnatum                         | Crassulaceae     |                              |                      | du nhập   |          |
| Syringodium isoetifolium                     | Cymodoceaceae    | sea grass                    |                      | bản địa   |          |
| Thalassodendron ciliatum                     | Cymodoceaceae    | sea grass                    |                      | bản địa   |          |
| Cyperus bulbosus                             | Cyperaceae       | nut grass                    |                      | bản địa   |          |
| Cyperus javanicus                            | Cyperaceae       |                              |                      | bản địa   |          |
| Cyperus polystachyos                         | Cyperaceae       |                              |                      | du nhập   |          |
| Fimbristylis cymosa                          | Cyperaceae       |                              |                      | bản địa   |          |
| Queenslandiella hyalina                      | Cyperaceae       |                              |                      | bản địa   |          |
| Acalypha indica                              | Euphorbiaceae    |                              |                      | bản địa   |          |
| Acalypha lanceolata                          | Euphorbiaceae    |                              |                      | bản địa   |          |
| Euphorbia atoto                              | Euphorbiaceae    |                              |                      | bản địa   |          |
| Euphorbia cyathophora                        | Euphorbiaceae    | dwarf poinsettia             |                      | du nhập   |          |
| Euphorbia hirta                              | Euphorbiaceae    |                              |                      | du nhập   |          |
| Euphorbia prostrata                          | Euphorbiaceae    |                              |                      | du nhập   |          |
| Ricinus communis                             | Euphorbiaceae    | castor oil plant             | Pokok Jaru Jarak     | du nhập   |          |
| Alysicarpus vaginalis                        | Fabaceae         |                              |                      | du nhập   |          |
| Canavalia cathartica                         | Fabaceae         | sea bean                     |                      | bản địa   |          |
| Crotalaria retusa                            | Fabaceae         |                              |                      | du nhập   |          |
| Desmodium triflorum                          | Fabaceae         |                              |                      | du nhập   |          |
| Erythrina variegata                          | Fabaceae         | coral tree                   | Kayu Dedap           | bản địa   |          |
| Indigofera hirsuta                           | Fabaceae         |                              |                      | du nhập   |          |
| Leucaena leucocephala                        | Fabaceae         | leucaena                     | Peteh                | du nhập   |          |
| Macroptilium atropurpureum                   | Fabaceae         | siratro                      |                      | du nhập   |          |
| Sesbania cannabina                           | Fabaceae         |                              |                      | du nhập   |          |
| Sesbania grandiflora                         | Fabaceae         |                              | Turi                 | du nhập   |          |
| Vigna marina                                 | Fabaceae         |                              |                      | bản địa   |          |
| Enicostema axillare subsp. littorale         | Gentianaceae     |                              |                      | bản địa   |          |
| Scaevola taccada                             | Goodeniaceae     | sea lettuce                  | Kayu Kankong         | bản địa   |          |
| Hernandia nymphaeifolia                      | Hernandiaceae    | sea hearse                   | Kayu Jambu Hutan     | bản địa   |          |
| Thalassia hemprichii                         | Hydrocharitaceae | sea grass                    |                      | bản địa   |          |
| Clerodendrum indicum                         | Lamiaceae        |                              |                      | du nhập   |          |
| Vitex trifolia                               | Lamiaceae        |                              |                      | bản địa   |          |
| Volkameria inermis                           | Lamiaceae        | sorcerer's flower            |                      | bản địa   |          |
| Cassytha filiformis                          | Lauraceae        | devil's twine                |                      | bản địa   |          |
| Barringtonia asiatica                        | Lecythidaceae    | box fruit                    | Kayu Besagi          | bản địa   |          |
| Pemphis acidula                              | Lythraceae       |                              | Kayu Keriting        | bản địa   |          |
| Hibiscus tiliaceus                           | Malvaceae        | cotton tree                  | Pokok Waru           | bản địa   |          |
| Sida acuta                                   | Malvaceae        |                              |                      | du nhập   |          |
| Thespesia populnea                           | Malvaceae        | portia tree                  | Waru Hutan           | bản địa   |          |
| Triumfetta repens                            | Malvaceae        | Bingit burr                  |                      | bản địa   |          |
| Muntingia calabura                           | Muntingiaceae    |                              | Buah Cheri           | du nhập   |          |
| Eugenia sp.                                  | Myrtaceae        |                              | Jambu Ayer           | du nhập   |          |
| Psidium guajava                              | Myrtaceae        | guava                        | Jambu Biji           | du nhập   |          |
| Boerhavia albiflora                          | Nyctaginaceae    |                              |                      | du nhập   |          |
| Boerhavia diffusa                            | Nyctaginaceae    |                              |                      | du nhập   |          |
| Boerhavia repens                             | Nyctaginaceae    |                              |                      | bản địa   |          |
| Pisonia grandis                              | Nyctaginaceae    | pisonia                      | Ampol                | bản địa   |          |
| Ximenia americana                            | Olacaceae        | yellow plum                  | Rukam                | bản địa   |          |
| Striga angustifolia                          | Orobanchaceae    |                              |                      | du nhập   |          |
| Pandanus tectorius var. cocosensis           | Pandanaceae      | screw palm                   | Pandan               | bản địa   |          |
| Passiflora foetida var. hispida              | Passifloraceae   | stinking passionflower       |                      | du nhập   |          |
| Turnera ulmifolia                            | Passifloraceae   |                              |                      | du nhập   |          |
| Breynia disticha                             | Phyllanthaceae   |                              |                      | du nhập   |          |
| Phyllanthus amarus                           | Phyllanthaceae   |                              |                      | bản địa   |          |
| Sauropus androgynus                          | Phyllanthaceae   |                              | Keretu               | du nhập   |          |
| Rivina humilis                               | Phytolaccaceae   | coral berry                  |                      | du nhập   |          |
| Scoparia dulcis                              | Plantaginaceae   |                              |                      | du nhập   |          |
| Apluda mutica                                | Poaceae          |                              |                      | du nhập   |          |
| Bothriochloa bladhii                         | Poaceae          |                              |                      | du nhập   |          |
| Brachiaria brizantha                         | Poaceae          |                              |                      | du nhập   |          |
| Cenchrus ciliaris                            | Poaceae          |                              |                      | du nhập   |          |
| Cenchrus echinatus                           | Poaceae          | sand burr                    |                      | du nhập   |          |
| Chloris barbata                              | Poaceae          |                              |                      | du nhập   |          |
| Chrysopogon aciculatus                       | Poaceae          |                              |                      | du nhập   |          |
| Cynodon dactylon                             | Poaceae          | couch grass                  |                      | du nhập   |          |
| Cynodon radiatus                             | Poaceae          |                              |                      | du nhập   |          |
| Dactyloctenium aegyptium                     | Poaceae          |                              |                      | du nhập   |          |
| Desmostachya bipinnata                       | Poaceae          |                              |                      | du nhập   |          |
| Digitaria setigera                           | Poaceae          |                              |                      | du nhập   |          |
| Eleusine indica                              | Poaceae          | crowsfoot grass              |                      | du nhập   |          |
| Eragrostis amabilis                          | Poaceae          |                              |                      | du nhập   |          |
| Eriochloa meyeriana                          | Poaceae          |                              |                      | du nhập   |          |
| Imperata cylindrica var. major               | Poaceae          | bladey grass                 |                      | du nhập   |          |
| Ischaemum muticum                            | Poaceae          |                              |                      | du nhập   |          |
| Lepturopetium sp. aff. marshallense          | Poaceae          |                              |                      | bản địa   |          |
| Lepturus repens                              | Poaceae          | stalky grass                 |                      | bản địa   |          |
| Panicum repens                               | Poaceae          |                              |                      | du nhập   |          |
| Paspalum vaginatum                           | Poaceae          |                              |                      | bản địa   |          |
| Sporobolus fertilis                          | Poaceae          | sand couch grass             |                      | du nhập   |          |
| Stenotaphrum micranthum                      | Poaceae          | beach buffalo grass          |                      | bản địa   |          |
| Thuarea involuta                             | Poaceae          | bird's-beak grass            |                      | bản địa   |          |
| Zoysia matrella                              | Poaceae          |                              |                      | bản địa   |          |
| Unidentified sp.                             | Poaceae          |                              |                      | du nhập   |          |
| Portulaca oleracea                           | Portulacaceae    | pigweed                      |                      | bản địa   |          |
| Rhizophora apiculata                         | Rhizophoraceae   | spider mangrove              |                      | bản địa   |          |
| Guettarda speciosa                           | Rubiaceae        |                              | Kembang Melati Hutan | bản địa   |          |
| Morinda citrifolia                           | Rubiaceae        | cheesefruit                  | Mengkudu             | bản địa   |          |
| Oldenlandia corymbosa                        | Rubiaceae        |                              |                      | du nhập   |          |
| Spermacoce remota                            | Rubiaceae        |                              |                      | du nhập   |          |
| Triphasia trifolia                           | Rutaceae         |                              | Buah Kengkit         | du nhập   |          |
| Allophylus cobbe                             | Sapindaceae      |                              |                      | bản địa   |          |
| Dodonaea viscosa                             | Sapindaceae      | hopbush                      |                      | bản địa   |          |
| Physalis minima                              | Solanaceae       |                              | Chepelok             | du nhập   |          |
| Solanum americanum                           | Solanaceae       | blackberry nightshade        |                      | du nhập   |          |
| Suriana maritima                             | Surianaceae      |                              |                      | bản địa   |          |
| Laportea aestuans                            | Urticaceae       |                              |                      | bản địa   |          |
| Phyla nodiflora                              | Verbenaceae      |                              |                      | du nhập   |          |
| Premna serratifolia                          | Verbenaceae      |                              |                      | bản địa   |          |
| Stachytarpheta jamaicensis                   | Verbenaceae      | blue snakeweed               |                      | du nhập   |          |